# Ялъкьой (квартал)
Ялъкьой (на турски: Yalıköy) е квартал в район Бейкоз, Истанбул, Турция. Населението му е 5107 души към 2022 г. Намира се от анадолската/азиатската страна на пролива Босфор. Името е комбинация от две думи: yalı („къща на брега на морето“ на гръцки) и köy („село“ на турски). Ялъкьой е известен със своите исторически дървени къщи в османски стил с изглед към водите на Босфора. От другата страна на Босфора, бизнес района „Маслак“, се вижда силует на небостъргач. В района са живели хора от гръцки, турски, албански и арменски произход. Рибарската общност процъфтява на брега на Ялъкьой.